# Kitzingen (huyện)
Kitzingen là một huyện ở bang Bayern, Đức. Huyện này giáp các huyện (từ phía bắc theo chiều kim đồng hồ): Schweinfurt, Bamberg, Neustadt (Aisch)-Bad Windsheim và Würzburg.
Huyện hiện nay đã được lập năm the cải cách hành chính of 1973. Huyện cũ Gerolzhofen bị giải thể và một nửa đã được đưa vào huyện Kitzingen. Thành phố Kitzingen mất tư cách một thành phố không thuộc huyện và đã được hợp nhất vào huyện.
Sông Main chảy qua huyện từ nam đến bắc.

## Thị xã và đô thị
| Thị xã | Đô thị | |
| --- | --- | --- |
| 1. Dettelbach 2. Iphofen 3. Kitzingen 4. Mainbernheim 5. Marktbreit 6. Marktsteft 7. Prichsenstadt 8. Volkach | 1. Abtswind 2. Albertshofen 3. Biebelried 4. Buchbrunn 5. Castell 6. Geiselwind 7. Großlangheim 8. Kleinlangheim 9. Mainstockheim 10. Markt Einersheim 11. Martinsheim | 1. Nordheim am Main 2. Obernbreit 3. Rödelsee 4. Rüdenhausen 5. Schwarzach am Main 6. Segnitz 7. Seinsheim 8. Sommerach 9. Sulzfeld am Main 10. Wiesenbronn 11. Wiesentheid 12. Willanzheim |